# Henri de La Rochejaquelein (1805-1867)
Ne doit pas être confondu avec Henri de La Rochejaquelein.
Henri-Auguste-Georges du Vergier de La Rochejaquelein (château Citran, Gironde, le 28 septembre 1805 - 7 janvier 1867) est un homme politique français.

## Sa famille
Son père Louis du Vergier de La Rochejaquelein et son oncle Henri comptent parmi les plus célèbres des généraux royalistes qui ont combattu pendant la guerre de Vendée.

## Sa vie

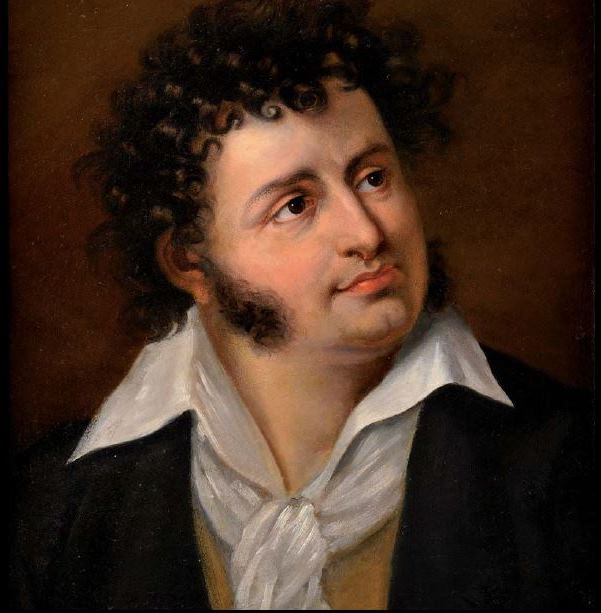
Le marquis de La Rochejaquelein, dans les années 1820-1830.

Il entre à l'École militaire de Saint-Cyr en 1823, et devient officier des grenadiers à cheval de la Garde. Il prend part à l'expédition d'Espagne de 1823 et à la guerre russo-turque de 1828-1829. Il est officier de la Légion d'honneur (1856), chevalier de 4e classe de l'Ordre de Sainte-Anne, chevalier de 4e classe de l'Ordre de Saint-Vladimir.
Membre de la Chambre des pairs dès 1825, il démissionne après la révolution de juillet 1830 et l'accession au trône de Louis-Philippe, qui appartient à la branche cadette de la maison de Bourbon. Il est élu député du Morbihan de 1842 à 1851, et siège à droite, parmi les légitimistes.
En 1848, la Gazette de France soutient sa candidature à l'élection présidentielle, mais il n'obtient qu'un nombre de votes insignifiant. Fait sénateur par Napoléon III en 1852, au grand étonnement des autres légitimistes, il défend ardemment le catholicisme ; sa nomination au Sénat peut peut-être s'expliquer par ses positions en matière de politique extérieure, où il se montre moins intransigeant sur la question romaine : il soutient d'ailleurs toujours la politique impériale dans ce domaine.

## Ses publications
Il publie de nombreux ouvrages traitant de questions économiques ou politiques, entre autres des Considérations sur l'impôt du sel (Paris, 1844), Situation de la France (1849), À mon pays (1850), La France en 1853 (1853), La politique nationale et le droit des gens (1860).

## Iconographie
Une médaille à l'effigie de La Rochejaquelein est exécutée en 1844 par le graveur Maurice Borrel. Un exemplaire en est conservé au musée Carnavalet (ND 0350).

## Titulature
- 26 septembre 1805 : Monsieur Henri-Auguste-Georges du Vergier de La Rochejacquelein[4]
- 1833 : Monsieur Henri-Auguste-Georges du Vergier, marquis de La Rochejacquelein[5]